# バークレイズ
バークレイズ（英: Barclays PLC）は、イギリス・ロンドンに本拠を置く国際金融グループ。リテール、ホールセール、投資銀行部門のみならず、ウェルスマネジメント、モーゲージ、クレジットなど幅広いサービスを提供する。現在は4つのコアビジネスにより構成される。

## 概要
1728年に創業。産業革命までは同族経営であった。その後、バークレイズのイニシャティブはおおむねテューク家とグッディナフ家にあった。
今日までいくつもの銀行を吸収してきたが、1990年にはヨーロッパ銀行Européenne de Banque を買収した。ヨーロッパ銀行はジャコブ・マイエール・ド・ロチルドが1817年に設立したロチルド・フレールであり、1967年からはバンク・ロチルドに改称していたが、ミッテラン政権で国有化されていた。このヨーロッパ銀行を支配していたのがフランス商業信用銀行（CCF）である。CCF は1993年にサヴォワ銀行と合併し、2000年4月HSBCに買収された。
また、世界金融危機の2008年に破綻したリーマン・ブラザーズの受け皿というのが野村證券とバークレイズであった。そしてこのころ、バークレイズの銀行家らが英国スチュワードシップ・コードを策定した。
バークレイズの営業圏は世界50か国以上で、本国イギリス等ヨーロッパ各国、アメリカ、中東、ラテンアメリカ、オーストラリア、アジアなどに拠点を持つが、特に南アフリカ共和国のものは企業体力に貢献している。バークレイズの総資産高は世界第2位(2009年)。イギリス3大銀行中、総資産では第1位、時価総額でも第2位を誇る。
1982年に株式公開して以来、バークレイズはロンドン証券取引所の主要リストにあり、FTSE100の上場株式である。ニューヨーク証券取引所にも上場している(LSE: BARC、NYSE: BCS)。

## 近代
1690年、シティ・オブ・ロンドンでゴールドスミス・バンキング・ビジネスがおこった。ジョン・フリームらも羽根を広げた黒鷹を商標に、1728年クエーカーのゴールドスミスをはじめた。彼の義理の息子であるジェームズ・バークレーが1736年にパートナーとなって、商号にバークレイズの名が刻まれた。やがてバークレイ家の親戚であるSilvanus Bevan とHenry Tritton が、それぞれ1767年と1782年に共同経営者となった。正式な商号の定まった時期は文献によりまちまちであるが、Barclays, Bevan & Tritton のように三名を並べたものが長らく用いられたようである。バークレイ家は資金の多くを奴隷貿易に頼った。デイビッド・バークレイはジャマイカに広大なプランテーションを持ち、ロイズ一族の娘と結婚した。法律でイングランド銀行ばかりが厚く保護された19世紀前半に、バークレイズがどうしていたかは容易に知れない。
大不況のただ中であった1879年に既存合名会社の有限責任化、つまり合資会社化が認められた。結果として1888年にクエーカー同士の三行で合併がなされ、Barclay, Bevan, Tritton, Ransom, Bouverie & Co が誕生した。そして1896年までに17のクエーカー行と20の個人銀行を吸収してバークレイズ合資会社となった。吸収した銀行の半分以上はガーニー家をパートナーとしていた。バークレイズはオーバーレンド・ガーニーの受け皿になったわけである。なお、吸収された銀行の幾つかはTuke の名をふくんだ。
ガーニー家は当時からノリッジ・ユニオン（現アビバ）の経営に参加していた。

## 現代

### 恐慌と合併
ベアリング恐慌が本位貨幣を争うアメリカを直撃、1896年にJPモルガンとロスチャイルドの拠出を合わせた合衆国の準備金が大ダメージを受けた。イングランド銀行も日銀の預金を継続的に借りるほどであった。
1896年からFrancis Bevan が20年間にわたり初代会長を務めた。実務はイギリス東インド会社出身のFrederick Goodenough が40年もの間リードした。最初はベヴァンの秘書として、ベヴァンが死んでからは会長として、フレデリックは1934年に死ぬまでずっと君臨したのである。他行の吸収合併は1920年まで頻繁に行われたので、フレデリックは現場を信頼して分権主義を採った。
1917年までにバークレイズは17の個人銀行と1つの合名銀行を吸収し、バークレイズ銀行となる。翌年にLondon and Provincial Bank を吸収して、バークレイズの預金高は3億2800万ポンドに達した。1919年、コールウィン委員会の建議により合併要件が厳しくなった。しかしフレデリックは第一次世界大戦の初めから準備を進め、ついに1925年イングランド銀行の反対をおしきって、Anglo-Egyptian Bank とNational Bank of South Africa Limited. を吸収合併した。
1934年にフレデリックが死ぬとWilliam Favill Tuke とEdwin Fisher、そしてSir William Goodenough, 1st Baronet が、それぞれ1936年までと1947年まで、そして1951年まで会長を務めた。ここまでは死ぬまで勤め上げる会長が多かった。1951年にAnthony William Tuke が就任して、1965年にカリフォルニアへ支店を設け、翌年にバークレイカードを世へ送り出した。

### 英国病の正体
バークレイズは総力をあげてグローバル化していった。1968年にユーロクリアができたが、その翌年にバークレイズは、ロンドン手形交換所加盟銀行のひとつ（Martins Bank）を買収した。この銀行はガーディアン保険（Guardian Assurance Company, 1999年からアクサ）のメインバンクを百年以上やっていた。1971年、バークレイズは1925年に買収した南アフリカ事業を再編・改名し、またニューヨーク支店を設置した。1972年、老舗コル商会（Kol & Co）を買収した。コル商会は歴史的な投資信託（Concordia Res Parvae Crescunt）を保有し、また1926年にアムステルダム証券取引所でIGファルベンだけでなくドイツ銀行やディスコント・ゲゼルシャフトの株式発行を手がけた。1973年にバークレイズはオレンジリーフ (補給艦・3代) の建造予算を融資した。
1973年から1993年までは、会長Anthony Favill Tuke がその代理Martin Jacomb へつないだ時代である。アンソニー・テューク・ジュニアはBarclays National Bank of South Africa Limited.（1925年に買収した子会社）の持ち株をアングロ・アメリカンやデビアスへ売却したが、退社してすぐリオ・ティント会長となった。ジェイコムはクラインウォート・ベンソン・ロンズデールの重役であったので、バークレイズでは大券発行にも参加する力をみせた。二人の活躍する間、新聞支配者のベリー一族と結婚したNigel Mobbs がずっといた。ニゲル・モブズは2005年まで生きたが、確かにその間は経営に計画性があった。
1978年アメリカで外国銀行の支店設置を一つの州に限るという法律ができたが（International Banking Act of 1978）、バークレイズには例外規定が適用された。これは、1970年代に先制して州際の支店を開業していた外銀を保護するものであり、IBF構想をめぐりマクファーデン法修正論が提起される契機となった。一方で南アフリカ事業がAmerican Credit Corporation を買収して決済事業に進出した。1981年、Deryk Vander Weyer の肝いりでTimothy Bevan が会長となった。また、Frederick Roger Goodenough がバークレイズの各部門を統制した。かつてフレデリックの採用した分権主義は、グローバリゼーションの進む中でバークレイズ本社と南アフリカ事業が同じような経営を考えるようになるにつれ形だけのものとなり、やがて1985年に本社と南ア事業は互いの商号を統一した。また、この年にビッグバン用インフラBarclays de Zoete Wedd を組織した。翌年にVisaのトラベラーズチェックを買収した。1987年、John Quinton が会長となった。1980年代初頭の急拡大が仇となって、バークレイズは巨額の不良債権を抱えるようになっていた。しかし、バークレイズは英国内で大掛かりな決済事業へ投資をしようとしていた。

### 機関化する英国
1990年、アリアンツやミュンヘン再保険、アーリア化されたオーストリアの投資銀行S・M・フォン・ロートシルトの株主であったドイツのメルク・フィンク商会を買収した。また、バークレイズは前述概要のヨーロッパ銀行も買収した。こうしてバークレイズは、ドイツとフランスのロスチャイルド資本を回収・結合し、両国とイギリスを通じて世界の決済事業へ進出した。
1990年代、バークレイズは大西洋両岸の不景気に苛まれた。1993年、Andrew Buxton が会長となり、翌年にMartin Taylor がCEO となった。1996年まで、バークレイズは事業売却をくりかえして利益を上げた。1997年、会長としてBZW からPeter Middleton がやってきた。Martin TaylorがBZW の解散・再配置を提案し、会長と対立した。BZW の受益者である機関投資家が自己資本利益率を厳しく追求する中、ロシア財政危機とLTCM破綻救済によってバークレイズの株価は下落した。1998年11月27日、Martin Taylorは辞職した。1999年、Michael E. O'Neill がCEO となったが、たった一日でMatthew Barrett に交代した。同年、トニー・ブレアが貴族院法で世襲貴族の議席を大幅制限した。2000年、バークレイズは相互会社のThe Woolwich を買収した。
2003年、CIBCからジュピター銀行という米クレジット・カード会社を買収した。さらにスペインのサラゴサ銀行も吸収した。
2005年、バークレイズ・アフリカ・グループ（旧Absa Group）を傘下におさめた。また、リーガル&ジェネラルとの合弁事業であったグレシャム保険の株式を相手方から譲り受けた。同年5月、バークレイズ本部はシティのロンバード・ストリートからカナリー・ワーフのOne Churchill Placeに移った。2006年、ワコビアから住宅ローン事業（HomEq Servicing Corporation）を4.69億ドルで下取りした。2007年3月にABNアムロ銀行を合併しようとしたが10月に取りやめた。

### リーマン・ブラックロック
2008年、欧州の経済危機対策「共同行動計画」の一環でイギリスでブラウン首相がRBSやHBOS、ロイズに対して資金注入をおこなった。しかしバークレイズは自力で73億ポンドの資金を調達し、民間の自主性を保っている。
破綻したリーマン・ブラザーズの北米部門を買収し、投資銀行部門の拡充を図った。
2009年3月、顧客の脱税を計画的に補助していた事実がウィキリークスに暴露された。巨額で、課税根拠となる法律は多岐にわたっていたという。6月、資産運用部門のバークレイズ・グローバル・インベスターズ（BGI）を世界有数の資産運用グループであるブラックロックに売却することで合意した。
2012年1月、世界で最も無責任な企業を選ぶパブリック・アイ・アワード（the Public Eye Awards）にノミネートされた。選出理由は、急速な食糧投機により、世界中の食料価格を高騰させ、貧困層を苦しめたこととされる。7月、2005年から2009年にかけてのLIBOR不正操作によりマーカス・エイジアス会長が引責辞任した。
2015年8月、イギリスのリテール銀行として最初のビットコイン決済導入計画を表明、2016年4月、イギリスでApple Payによる決済が可能となった。5月31日、行員がインサイダー取引の疑いで逮捕された。
2001年から2016年まで、バークレイズはプレミアリーグの冠スポンサーとして活動していた。また、バークレイズのゴルフ大会（ザ・バークレイズ、シンガポール・オープン）を主催し、テニスではドバイ・テニス選手権（2008年）を支援した。2009年からはバークレイズ・ATPワールドツアー・ファイナルの冠スポンサーである。
2017年5月、バークレイズ・アフリカ・グループの株式を市場へ大放出（15億ポンド）。アフリカ事業は機関化した。6月、バークレイズ元重役らが2008年にカタールから不正に資金を調達して緊急基金をつくった容疑で告訴された。バークレイズは中東の政府系ファンドへ資本参加しており、それらは1MDBへの融資を焦げつかせていた。2017年9月、バークレイズは欧州のリテール・バンキング部門をアナキャップ（AnaCap Financial Partners）に売却完了した。このアナキャップはゴールドマン・サックスやアリアンツなどが参加するプライベート・エクイティ・ファーム（private equity firm）であった。プライベート・エクイティ・ファームとは、同一のプライベート・エクイティ・ファンドを所有する機関投資家たちの共有投資顧問会社である。

## 関連企業
バークレイズは銀行、投資銀行、証券業、クレジットカードを事業分野とする。夥しい合併を繰り返したバークレイズには関連企業がいくつもある。長い名称の羅列は英語版に譲る。決済においては独自のカード事業とカストディサービスを提供している。マン島を拠点とする事業体が島の金融制度に関与している。プライベート・バンキング部門がオフショア市場も射程とする株式ブローカーを兼ねている。テクノロジー部門をアジア諸国にもっており、スマートグリッド事業と関わる。南アフリカに執着しており、歴史で述べたナショナル・バンクは1925年すでに吸収してあった。2005年にもAbsa Group を吸収合併した。バークレイズがもつアフリカの大拠点は南ア以外だとマグリブやエジプトである。後者の近くイスラエルにIsrael Discount Bank があり、1971–1972年にこの銀行とバークレイズの合弁でBarclays Discount Bank が設立されている。この事業は1993年に相手側が全株式を取得した。
なお、バークレイズが買収したメルク・フィンクは伝統的に保険のアリアンツを支配してきた。また、バークレイズはケーブル・アンド・ワイヤレスの顧問を務めたり、PCCW の香港テレコム買収に参加したりして、情報産業にも関わっている。
かつてバークレイズは東京証券取引所にも上場していたが、日本で保有される株式数が減少したことと、売買高が他の2証券取引所に比べわずかであることから上場廃止を申請、2008年6月28日に上場廃止となった。
過去に東京都千代田区大手町に投資銀行部門のバークレイズ・キャピタルの日本法人、バークレイズ・キャピタル証券株式会社、ならびにバークレイズ銀行東京支店が、また丸の内には資産運用部門のバークレイズ・グローバル・インベスターズ株式会社が拠点を置いていた（現在は売却済）。リーマン・ブラザーズ買収に伴い、大手町の拠点と旧リーマン・ブラザーズが拠点を置き、野村證券が使用していた港区六本木の拠点を交換した。現在は六本木ヒルズ森タワーの31Fに拠点を構える。
2016年3月31日現在、バークレイズシンガポール支店がダノン名義でヤクルト本社の株式20%を保有する筆頭株主である。

## 社会との関わり
- 2012年、ロンドン銀行間取引金利（LIBOR）を不正に操作したとして米英当局から罰金総額360億円の懲罰を受けた[13]。
- ニューヨークのフィンテック企業R3による、仮想通貨のブロックチェーン決済とは異なる分散台帳技術の研究開発に、ナティクシス、HSBC、コメルツ銀行など22銀行とともに参与している [14]。
- 化石燃料産業への主要な融資元である。欧州で年間300億ドルの投資を投資していが、2024年2月、地球温暖化問題を理由として化石燃料産業投資の段階的中止を声明した[15]。
- 2024年、三井住友銀行やバンク・オブ・アメリカ日本法人BofA証券の幹部がバークレイズに移籍した[16]。

## テレビ番組
- 日経スペシャル ガイアの夜明け ～リーマン破たんから1年 金融暴走の果て～（2009年9月15日、テレビ東京）[17] - NY元リーマン本社に潜入 “金融激震”の現場を取材。